# Trowbridge
Trowbridge (pronunciat /ˈtroʊbrɪdʒ/) és un municipi del Regne Unit, que pertany al comtat de Wiltshire (Anglaterra), del qual és la capital. En el passat va ser una pròspera ciutat amb fira de mercat i va destacar sobretot per la producció tèxtil. Actualment és una ciutat comercial i de serveis amb una gran varietat ètnica i la comunitat de marroquins més gran de tot el Regne Unit.

## Geografia
Trowbridge està construïda sobre un aflorament rocallós baix que són les restes d'un antic plegament geològic molt erosionat, el Forest Marble, caracteritzat per la presència d'argila amb plaques d'un tipus de roca que es va formar al Juràssic anomenada cornbrash que despunta aquí i enllà per la superfície. A 3 milles (4,8 km) a l'oest estan les muntanyes Mendip Hills.
En aquest punt, el riu Biss s'obre pas entre la rocalla i segueix el seu curs fins a confluir amb riu Avon de Bristol, a unes poques milles al nord de la ciutat.
El territori municipal de Towbridge inclou diversos barris: Longfield, Lower Studley, Upper Studley, Studley Green i Trowle Common.

## Nom
L'origen del nom d'aquesta ciutat és desconegut. Alguns etimologistes han suggerit que podria derivar de "Tree Bridge" i voldria dir «l'arbre del pont» o «el pont de fusta», suposant que la ciutat s'hagués fundat a l'entorn d'un pont sobre el riu Biss. Altres, en canvi, han suggerit que podria derivar de la paraula "Trowle", que seria el nom d'una explotació agrícola a partir de la qual va créixer la ciutat; de fet hi ha unes terres comunals a l'oest de la ciutat que s'anomenen així. La qüestió encara es complica més si tenim en compte que en un mapa del 1611, fet per John Speed, el nom està escrit "Trubridge"; i en el Domesday Book està escrit Straburg.

## Història

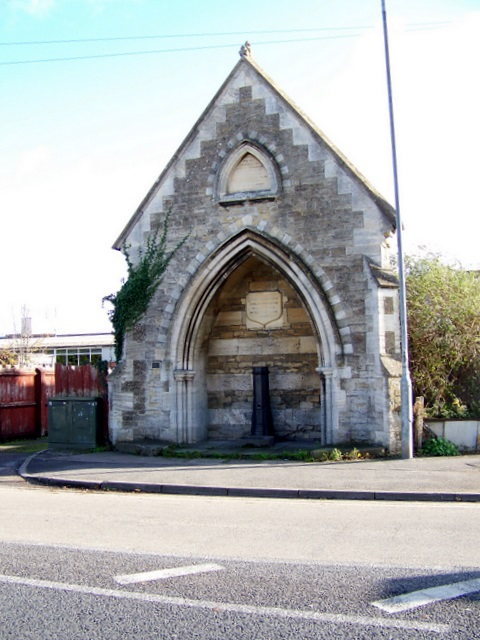
Antiga font que porta aigua del Biss.

Segons es dedueix del Domesday Book aquest territori pertanyia a un noble anglosaxó anomenat Brictric. El 1139 s'esmenta que hi havia un castell, ocupat per Humphrey I de Bohun, partidari de la reina Matilde d'Anglaterra, el qual fou assetjat per les tropes del rei Esteve de Blois. El 1200, Henry de Bohun va obtenir permís reial per fer una fira de mercat a Trowbridge i va ordenar la construcció d'establiments per a artesans i comercials, cosa que va afavorir el creixement de la ciutat. A l'interior del castell hi havia una capella, que aquest senyor va secularitzar donant-li altres usos i llavors va fer construir una església fora del castell per a tots els ciutadans. El rei Joan el va nomenar comte de Hereford, però més endavant com va passar amb altres nobles, el va desposseir de les seves terres, cosa que va portar a la revolta que va produir la Carta Magna. Després d'aquests fets, Henry de Bohun va recuperar Trowbridge. En record d'això hi ha una estàtua seva al parlament anglès (House of Lords).
Trowbridge es va dedicar a la producció de teixits de llana, negoci que va arribar a un punt àlgid en època d'Eduard IV d'Anglaterra, quan totes les comarques del sud-oest d'Anglaterra es dedicaven a l'exportació.La introducció al segle xviii de la llançadora volant va causar revoltes entre els treballadors dels sector, que veien perillar els seus llocs de treball (ludisme). Thomas Helliker va ser una de les primeres víctimes de la revolució industrial, quan fou penjat el 1803.
Hi havia 20 fàbriques de teixits que van anar en declivi amb l'aparició del sistema de filatura per anells, al qual no es van adaptar. La darrera empresa tèxtil de la ciutat Salter's Home Mill va tancar el seu taller el 1982 i l'edifici és en l'actualitat un museu, una galeria d'art i una cafetreria. Altres fàbriques són avui dia edificis d'habitatges o d'oficines, com es pot veure en les següents imatges:
- Interior de Salter's Home Mill
- Clark's Mill, ara els jutjats del comtat
- Clark's Mill, vist des del carrer Wicker Hill
- Antiga fàbrica no rehabilitada
- Ashton Mill

La construcció del canal Kenneth i Avon va ser fonamental per al transport del carbó procedent de les mines de Somerset, tan important en la indústria. El 5 de setembre del 1848 va ser una data històrica perquè va entrar en funcionament el primer tren de vapor de la companyia Wilts, Somerset and Weymouth Railway que parava a Trowbrdge. El 1889 es va crear el comtat de Wiltshire i establir Trowbridge com a capital.

## Demografia
El primer cens oficial e Trowbridge es va fer el 1801 en el qual hi havien enregistrats 5.799 habitants, xifra que va augmentar ràpidament a 9.545 el 1821. La població va créixer gairebé el 50% en els 130 anys següents, molt més del que ho va fer a la resta del comtat. El 1941 no es van recollir dades censals a causa de la segona guerra mundial. Entre el 1951 i el 2011, la població va experimentar un creixement del 133%. Coincidint amb aquest augment molts camps de conreu i prats de pastures es van transformar en barris residencials.
A Trowbridge hi ha residents de diferents ètnies, alguns són procedents del Carib. La comunitat de marroquins més gran del Regne Unit viu a Trowbridge.

## Agermanaments
Trowbridge té relacions d'agermanament amb:
- Leer (Alemanya), des del 1989.
- Charenton-le-Pont (França) des del 1996.[11]
- Elbląg (Polònia), des del 2000.
- Oujda (Marroc), des del 2006.[12]

## Llocs d'interès

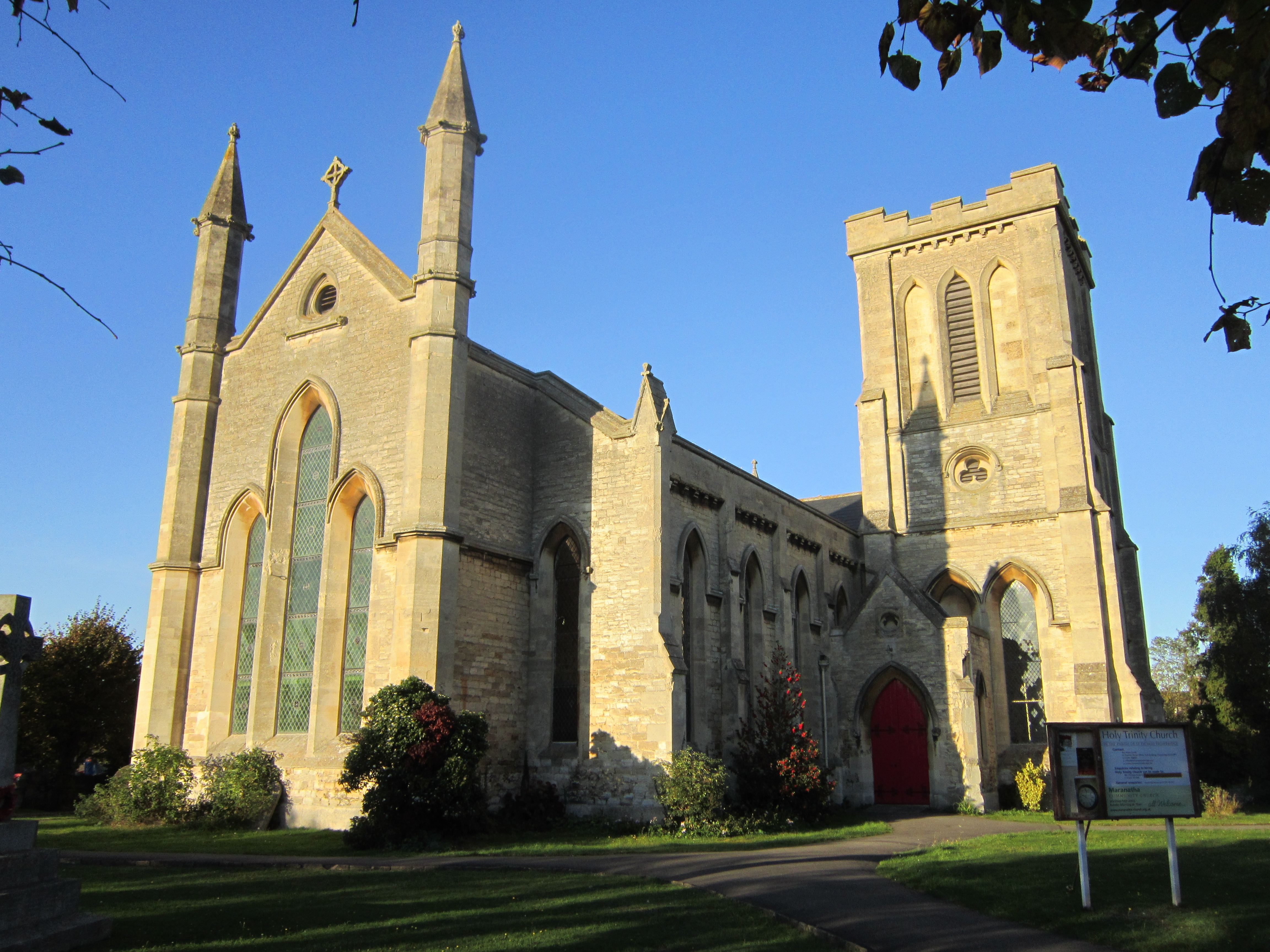
Holly Trinity Church

La ciutat conserva molts edificis antics, sis dels quals estan catalogats com a patrimoni nacional de grau I.
- L'ajuntament és un imponent edifici creat per desig de William Roger Brown, un empresari local, el 1889 per celebrar el jubileu de la reina Victòria. de vegades s'ha fet servir com a jutjat d'instrucció per a investigacions de l'exèrcit.[13] El 2012 es va proposar transformar aquest edifici en un auditori o teatre per a 300 persones.
- L'església de St James, del 1475, que va ser restaurada al segle xviii.[3]
- L'església de la Sagrada Trinitat.